# 萧僧隐
萧僧隐（?—?），辽国（契丹）政治人物。辽太宗的属下的中书令。
辽太宗会同三年（940年）六月初八壬寅，辽太宗的车驾从燕京出发，命中书令萧僧隐部诸道军于长坐营。六月十九癸丑，次奉圣州。六月二十甲寅，慰劳军士。萧僧隐时任中书令，中书令在辽国经常改称政事令。韩延徽在辽太祖时为政事令，韩知古在天显初年为中书令，萧僧隐在会同三年为中书令，赵延寿在会同五年（942年）为政事令。